# Eupithecia albistillata
Eupithecia albistillata là một loài bướm đêm trong họ Geometridae.